# Primeira Guerra de Shaba
A Primeira Guerra de Shaba foi um conflito entre o Zaire e a Angola em 1977, e ocorreu sem dúvida como uma consequência direta do apoio do Zaire ao FNLA e a UNITA, facções na Guerra Civil Angolana.
O conflito começou no dia 8 de março de 1977, quando cerca de 2.000 membros da Frente Nacional de Libertação do Congo (FLNC), invadiu a província de Shaba, no sudoeste do Zaire, com o apoio do governo de Angola, MPLA, e o possível envolvimento de tropas cubanas.
O Presidente do Zaire, Mobutu Sese Seko, apelou ao apoio externo em 2 de abril. A guerra terminou com 1500 tropas do Marrocos, transportadas para o Zaire, em 10 de abril pelo governo francês, derrotando a FNLC 
O ataque levou a represálias do governo, que levou ao êxodo em massa de refugiados, bem como a instabilidade política e econômica no Zaire em si.
A FLNC realizaria uma segunda invasão em Shaba, no ano seguinte. 